# Wolfskugel
Wolfskugel ist ein Gemeindeteil der Stadt Pfarrkirchen im Landkreis Rottal-Inn.
Die Einöde liegt auf der Gemarkung Waldhof etwa siebeneinhalb Kilometer nordöstlich des Zentrums von Pfarrkirchen.
Im Jahr 1980 wurde Wolfskugel mit einem Gebiet von etwa 14 Hektar von der Gemeinde Dietersburg in die Stadt Pfarrkirchen umgegliedert.